# スペンサー・グラマー
スペンサー・グラマー（Spencer Grammer、1983年10月9日 - ）は、アメリカ合衆国の俳優。

## 出演作品
- クラブハウス（シーラ）
- CSI：13　科学捜査班
- CSI：ニューヨーク8
- GREEK　～ときめき★キャンパスライフ シーズン2（ケイシー・カートライト）
- GREEK　～ときめき★キャンパスライフ シーズン1（ケイシー・カートライト）
- LAW & ORDER： 性犯罪特捜班 シーズン7